# Luigi Montagnini
Luigi Montagnini di Mirabello (Trino, 10 gennaio 1815 – Torino, 26 dicembre 1882) è stato un magistrato e politico italiano. È stato Primo Presidente di Corte d'appello, nonché deputato del Regno di Sardegna.

## Biografia
Nato a Trino Vercellese nel 1815 da famiglia nobile, si laureò in Giurisprudenza il 9 maggio 1836. Iniziò a lavorare tre giorni dopo presso l'Avvocato dei poveri del Senato di Piemonte. Dopo aver lavorato presso i tribunali di Vercelli, Mondovì e Torino, ricoprì cariche di maggiore rilievo: fu eletto infatti dapprima sostituto dell'Avvocato dei poveri, poi Avvocato presso il Magistrato di appello di Piemonte e, infine, sostituto Procuratore generale presso la Camera dei Conti.
Nel 1857 venne eletto deputato del Regno di Sardegna, per il collegio di Trino.
Dal 1860 al 1880 fu sostituto procuratore generale e consigliere della Corte di Cassazione regionale di Torino.
Fu membro della Regia Deputazione di storia patria, nonché dell'Ordine Mauriziano. Morì a Torino il 26 dicembre 1882 a 67 anni; le sue spoglie vennero trasportate presso il comune di Trino.